# باول همفري (لاعب كرة قدم أمريكية)
باول همفري (بالإنجليزية: Paul Humphrey)‏ هو لاعب كرة قدم أمريكية أمريكي، ولد في 18 يوليو 1917، وتوفي في 22 يونيو 2006.